# Sorex leucogaster
Sorex leucogaster är en däggdjursart som beskrevs av Kuroda 1933. Sorex leucogaster ingår i släktet Sorex och familjen näbbmöss. IUCN kategoriserar arten globalt som otillräckligt studerad. Inga underarter finns listade i Catalogue of Life.
Denna näbbmus förekommer endemisk på den ryska ön Paramusjir söder om Kamtjatka. Den lever vid flodernas strandlinjer som är täckta av buskar. Honor kan föda upp till 11 ungar.